# Parti ouvrier et paysan

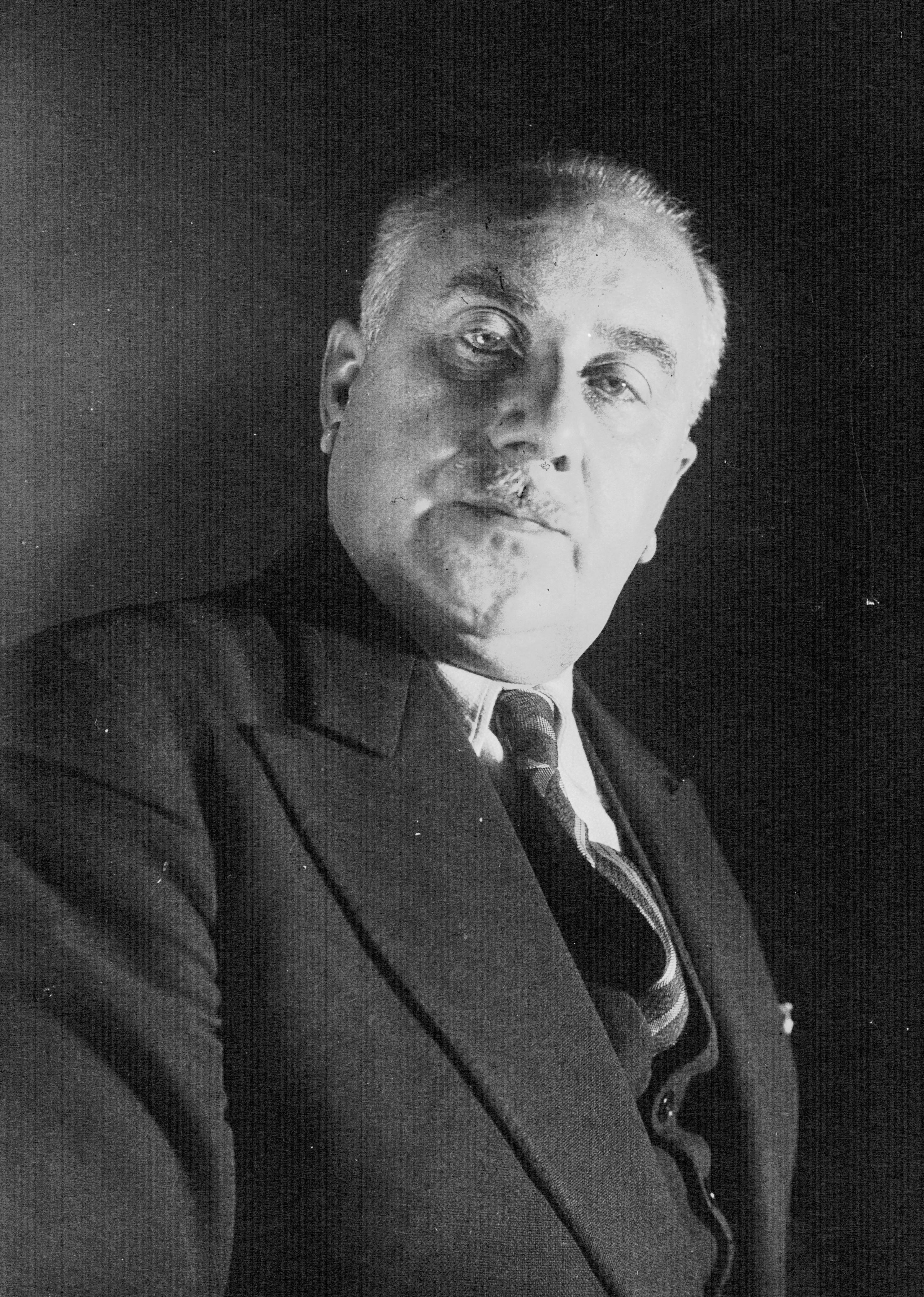
Louis Sellier

Die Parti ouvrier et paysan (Arbeiter- und Bauernpartei, POP) war eine französische Partei, die von 1929 bis 1930 bestand und von aus der Parti communiste français ausgeschlossenen Personen gegründet wurde.

## Geschichte
Am 24. November 1929 schloss die kommunistische Partei mit Louis Sellier (ehemaliger Generalsekretär der PCF 1923–1924), Jean Garchery, Charles Joly, Louis Castellaz, Camille Renault und Louis Gélis sechs Pariser Stadträte und den Bürgermeister von Clichy, Charles Auffray, aus. Am 22. Dezember 1929 gründeten die Ausgeschlossenen und Ausgetretenen der PC-SFIC die Parti ouvrier et paysan, die von Louis Sellier und Jean Garchery geleitet wurde.
Die Parti ouvrier et paysan hatte nur eine kurze Existenz: Bereits im Dezember 1930 fusionierte sie mit der Parti socialiste communiste zur Parti d’unité prolétarienne (PUP).
Hinweis: Die POP sollte nicht mit der Parti socialiste ouvrier et paysan (PSOP) verwechselt werden, die von revolutionären Sozialisten gegründet wurde, die aus der Section française de l’Internationale ouvrière ausgeschlossen wurden (1938–1940), oder mit der Parti ouvrier et paysan français (POPF), die ehemalige Kommunisten umfasste, die zur Kollaboration übergegangen waren (1941–1944).